# Польская национальная католическая церковь

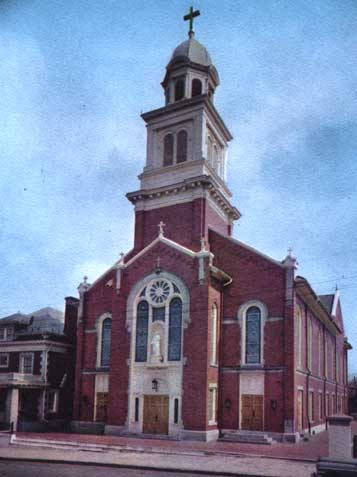
Собор Святого Станислава, Скрентон, США

Польская национальная католическая церковь (пол. Polski Narodowy Kościół Katolicki) — старокатолическая польская община в США.
Образована группой американских католиков польского происхождения, несогласных с преобладанием немцев и ирландцев в местной католической иерархии. За церковный раскол они были отлучены от католической церкви, но продолжали сохранять католические обряды, ориентируясь на старокатоликов. К числу литургических особенностей ПНКЦ относятся отмена целибата и богослужения на польском языке (до перехода РКЦ на национальные языки после Второго Ватиканского собора).

## Структура
В Польской национальной католической церкви действует пять епархий (Буффало-Питтсбургская, Центральная, Восточная, Западная и Канадская) и 126 приходов. Численность верующих составляет около 25 тысяч человек.

## Предстоятели
- епископ Франциск Ходур (1904—1953);
- епископ Леон Гроховский (1953—1968);
- епископ Тадеуш Зелинский (1969—1978);
- епископ Франциск Ровинский (1978—1985);
- епископ Ян Свантек (1985—2002);
- епископ Роберт Немкович (2002—2010);
- епископ Антоний Миковский (с 2010 — по настоящее время)